# Mais do Mesmo
Mais do Mesmo é a segunda coletânea musical da banda brasileira de rock Legião Urbana, lançada em 1998 pela EMI.
A compilação foi lançada dois anos após a morte do líder e vocalista Renato Russo, e o fim da banda. Todas as faixas foram escolhidas pelo guitarrista Dado Villa-Lobos, e pelo baterista Marcelo Bonfá, e retiradas dos oito álbuns de estúdio da banda. No Brasil, foram vendidos mais de 1 milhão de cópias, e o álbum recebeu o certificado de Disco de Diamante pela ABPD.
Mais do Mesmo é a primeira coletânea contendo os grandes sucessos da banda, uma vez que a compilação anterior, Música p/ Acampamentos, lançada em 1992, contém gravações ao vivo e uma canção inédita. O projeto gráfico é de Barrão e Fernanda Villa-Lobos. Mais do Mesmo era o título originalmente planejado para o álbum que, no final, acabou batizado de Que País É Este 1978/1987, de 1987.
No encarte, há um texto de Arthur Dapieve, jornalista musical e amigo de Renato Russo, no qual ele define os álbuns da banda como "o politizado Legião Urbana", "o amoroso Dois", "o irado Que País é Este 1978/1987", "o religioso As Quatro Estações", "o sombrio V", "o reflexivo O Descobrimento do Brasil", "o deprimido A Tempestade", e "o redentor Uma Outra Estação".

## Lista de faixas
| N.º            | Título              | Compositor(es)                              | Produtor(es)                       | Duração |  |
| 1.             | "Será"              | Renato Russo Marcelo Bonfá Dado Villa-Lobos | Mayrton Bahia                      | 2:30    |  |
| 2.             | "Ainda É Cedo"      | Russo Bonfá Villa-Lobos Ico Ouro-Preto      | Bahia                              | 3:57    |  |
| 3.             | "Geração Coca-Cola" | Russo                                       | Bahia                              | 2:22    |  |
| 4.             | "Eduardo e Mônica"  | Russo                                       | Renato Russo                       | 4:31    |  |
| 5.             | "Tempo Perdido"     | Russo                                       | Bahia                              | 5:02    |  |
| 6.             | ""Índios""          | Russo                                       | Bahia                              | 4:17    |  |
| 7.             | "Que País É Este"   | Russo                                       | Bahia                              | 2:57    |  |
| 8.             | "Faroeste Caboclo"  | Russo                                       | Bahia                              | 9:04    |  |
| 9.             | "Há Tempos"         | Russo Bonfá Villa-Lobos                     | Bahia                              | 3:17    |  |
| 10.            | "Pais e Filho"      | Russo Bonfá Villa-Lobos                     | Bahia                              | 5:08    |  |
| 11.            | "Meninos e Meninas" | Russo Bonfá Villa-Lobos                     | Bahia                              | 3:23    |  |
| 12.            | "Vento no Litoral"  | Russo Bonfá Villa-Lobos                     | Bahia                              | 6:06    |  |
| 13.            | "Perfeição"         | Russo Bonfá Villa-Lobos                     | Russo Bonfá Villa-Lobos Bahia      | 4:37    |  |
| 14.            | "Giz"               | Russo Bonfá Villa-Lobos                     | Russo Bonfá Villa-Lobos Bahia      | 3:23    |  |
| 15.            | "Dezesseis"         | Russo Bonfá Villa-Lobos                     | Russo Bonfá Villa-Lobos            | 5:23    |  |
| 16.            | "Antes das Seis"    | Russo Villa-Lobos                           | Russo Bonfá Villa-Lobos Tom Capone | 3:10    |  |
| Duração total: | Duração total:      | Duração total:                              | Duração total:                     | 69:07   |  |

Notas
- "Perfeição" contém citação de "O Bêbado e a Equilibrista", de Aldir Blanc e João Bosco.
- "Dezesseis" contém como canção incidental "Strawberry Fields Forever", de John Lennon e Paul McCartney.

## Créditos
Todo o processo de elaboração de Mais do Mesmo atribui os seguintes créditos:
Estúdios
- EMI (Rio de Janeiro): edição (faixas 1-8)
- Corações Perfeitos Edições Musicais Ltda. (Rio de Janeiro): edição (faixas 9-17)
- Mercury/BMG Music Publishing Brasil (Rio de Janeiro): edição (faixa 18)